# Meridiano 146 W
O meridiano 146 W é um meridiano que, partindo do Polo Norte, atravessa o Oceano Ártico, América do Norte, Oceano Pacífico, Oceano Antártico, Antártida e chega ao Polo Sul. Forma um círculo máximo com o Meridiano 34 E.
Começando no Polo Norte, o meridiano 146º Oeste tem os seguintes cruzamentos:
| País, território ou mar | Notas                                                      |
| ----------------------- | ---------------------------------------------------------- |
| Oceano Ártico           |                                                            |
| Mar de Beaufort         |                                                            |
| Estados Unidos          | Alasca - Ilha Flaxman, parte continental e Ilha Hawkins    |
| Oceano Pacífico         | Passa a leste da Ilha Hinchinbrook, Alasca, Estados Unidos |
| Polinésia Francesa      | Atol Manihi                                                |
| Oceano Pacífico         | Passa a leste do atol Apataki, Polinésia Francesa          |
| Polinésia Francesa      | Atol Toau                                                  |
| Oceano Pacífico         | Passa a oeste do atol Fakarava, Polinésia Francesa         |
| Oceano Antártico        |                                                            |
| Antártida               | território não reivindicado                                |